# Qidong
Qidong léase Chi-Dóng (en chino:启东市, pinyin:Qǐdōng ?) es un municipio bajo la administración directa de la ciudad-prefectura de Nantong. Se ubica en el Delta del río Yangtsé en la provincia de Jiangsu, República Popular China. Su área es de 1208 km² y su población es de 1 124 000 (2006).

## Administración
La ciudad municipal de Qidong se divide en 11 poblados y 1 villa:
- Huilóng (Sede de gobierno)
- Nányáng
- Běixīn
- Wáng bào
- Hézuò
- Lǚsì gǎng
- Hǎifù
- Jìnhǎi
- Yínyáng
- Huìpíng
- Dōnghǎi.
- Villa Qilóng.

## Historia
Antes de la dinastía Han, el área de Qingdáo era parte del mar Amarillo y esta se secó a mediados de la dinastía Qing. En 1928 se estableció el condado Qidong y en 1928 se convirtió en una  ciudad municipal.

## Clima
| Parámetros climáticos promedio de Qidong (1971−2000) | Parámetros climáticos promedio de Qidong (1971−2000) | Parámetros climáticos promedio de Qidong (1971−2000) | Parámetros climáticos promedio de Qidong (1971−2000) | Parámetros climáticos promedio de Qidong (1971−2000) | Parámetros climáticos promedio de Qidong (1971−2000) | Parámetros climáticos promedio de Qidong (1971−2000) | Parámetros climáticos promedio de Qidong (1971−2000) | Parámetros climáticos promedio de Qidong (1971−2000) | Parámetros climáticos promedio de Qidong (1971−2000) | Parámetros climáticos promedio de Qidong (1971−2000) | Parámetros climáticos promedio de Qidong (1971−2000) | Parámetros climáticos promedio de Qidong (1971−2000) | Parámetros climáticos promedio de Qidong (1971−2000) |
| Mes                                                  | Ene.                                                 | Feb.                                                 | Mar.                                                 | Abr.                                                 | May.                                                 | Jun.                                                 | Jul.                                                 | Ago.                                                 | Sep.                                                 | Oct.                                                 | Nov.                                                 | Dic.                                                 | Anual                                                |
| ---------------------------------------------------- | ---------------------------------------------------- | ---------------------------------------------------- | ---------------------------------------------------- | ---------------------------------------------------- | ---------------------------------------------------- | ---------------------------------------------------- | ---------------------------------------------------- | ---------------------------------------------------- | ---------------------------------------------------- | ---------------------------------------------------- | ---------------------------------------------------- | ---------------------------------------------------- | ---------------------------------------------------- |
| Temp. máx. media (°C)                                | 6.8                                                  | 8.2                                                  | 12.1                                                 | 18.6                                                 | 24.1                                                 | 27.4                                                 | 30.9                                                 | 30.9                                                 | 26.8                                                 | 22.0                                                 | 15.9                                                 | 9.9                                                  | 19.5                                                 |
| Temp. mín. media (°C)                                | 0.2                                                  | 1.2                                                  | 4.7                                                  | 10.1                                                 | 15.5                                                 | 20.2                                                 | 24.3                                                 | 24.2                                                 | 19.8                                                 | 14.1                                                 | 8.0                                                  | 2.2                                                  | 12.0                                                 |
| Precipitación total (mm)                             | 43.5                                                 | 48.9                                                 | 81.3                                                 | 72.8                                                 | 92.7                                                 | 197.2                                                | 164.5                                                | 129.5                                                | 102.8                                                | 55.7                                                 | 47.7                                                 | 28.3                                                 | 1064.9                                               |
| Días de precipitaciones (≥ 0.1 mm)                   | 8.5                                                  | 9.1                                                  | 12.0                                                 | 10.5                                                 | 11.1                                                 | 12.2                                                 | 13.3                                                 | 11.2                                                 | 9.9                                                  | 8.3                                                  | 7.1                                                  | 5.4                                                  | 118.6                                                |
| Fuente: Weather.com.cn                               |                                                      |                                                      |                                                      |                                                      |                                                      |                                                      |                                                      |                                                      |                                                      |                                                      |                                                      |                                                      |                                                      |